# Matt Langridge
Matthew Keir "Matt" Langridge, MBE (Northwich, 20 de maio de 1983) é um remador britânico, campeão olímpico.

## Carreira
Langridge competiu nos Jogos Olímpicos de 2004, 2008, 2012 e 2016. Em sua primeira aparição, em Atenas, finalizou em oito lugar geral na prova do skiff duplo ao lado de Matthew Wells. A partir de 2008 passou a integrar a equipe da Grã-Bretanha do oito com, onde conquistou a medalha de prata em Pequim, e de bronze em Londres. No Rio de Janeiro, em 2016, obteve a sua primeira medalha de ouro olímpica.